# Tisinec
Tisinec est un village de Slovaquie situé dans la région de Prešov.

## Histoire
Première mention écrite du village en 1379.

## Démographie

### Évolution de la population
| Année:               | 1994. | 2004.    | 2014.    | 2024.    |
| -------------------- | ----- | -------- | -------- | -------- |
| Nombre de personnes: | 338   | 428      | 382      | 484      |
| Différence:          |       | +26,62 % | -10,74 % | +26,70 % |

| Année:               | 2023. | 2024.   |
| -------------------- | ----- | ------- |
| Nombre de personnes: | 481   | 484     |
| Différence:          |       | +0,62 % |